# La Savane (Saint-Martin)
Pour les articles homonymes, voir Savanne.
La Savane est une vallée de la partie française de l’île de Saint-Martin, aux Antilles. Elle est géographiquement liée au village de Grand-Case tout proche.

## Localisation
Ce lieu-dit est situé sur la route RN7.

## Topographie
Vallée en pente située en contrebas du morne O'Reilly, débutant à « l'épaule » de Rambaud à l'ouest et donnant à l'est sur Grand-Case étendant vers le nord jusqu'à l'étang Guichard, étang qui débouche sur Friars-bay.

## Environnement naturel
- Végétation secondaire qui a été souvent détruite volontairement par le feu (Usage agricole).

## Risques naturels
A priori aucun autre risque que les cyclones et les tremblements de terre.

## Pollutions
- Ancienne décharge de voitures: Huiles moteur.

## Historique de son urbanisation
- Il y a eu une habitation-sucrière sur cette partie de l'île, elle était nommée "L'Espérance"[2] active de 1775 à 1860[3].

## Services
- Caserne des pompiers
- Caserne de la Gendarmerie
- Cité scolaire (administration générale, lycée Robert Weinum et collège Soualiga, déplacé là après la tempête Irma)
- Logements sociaux
- Station d'essence
- Zone artisanale

## Lieux remarquables et particularités
- Piste de karting
- Pit-à-coq

## Sources
« Carte de Randonnée au 1:25.000, St.Martin & St.Barthélemy n°4606GT ». éd. 2014, IGN Paris, TOP 25, Série Bleue, « Commander online »